# Die drei Handwerksburschen

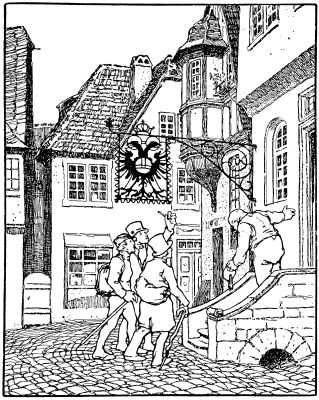
Illustration von Otto Ubbelohde, 1909

Die drei Handwerksburschen ist ein Schwank (ATU 360, 1697). Er steht in den Kinder- und Hausmärchen der Brüder Grimm an Stelle 120 (KHM 120). Er gelangte auch in Ernst Heinrich Meiers Deutsche Volksmärchen aus Schwaben, ebenfalls als Die drei Handwerksburschen (Nr. 64). Zudem ist er auch im französischen Sprachraum bekannt.

## Inhalt

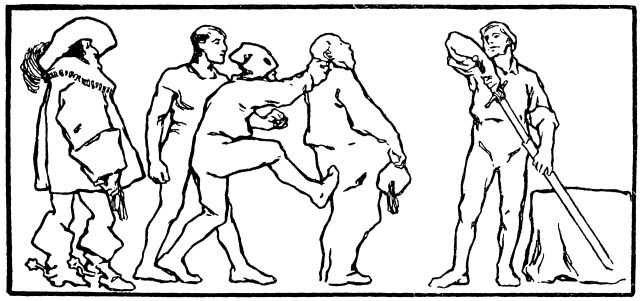
Illustration von Otto Ubbelohde, 1909

Drei Handwerksburschen, die zusammen auf Wanderschaft gehen, treffen unterwegs den Teufel. Dieser beruhigt sie, dass er es nicht auf sie abgesehen habe, sondern sie zur Jagd auf die Seele eines schlimmen Sünders brauche. Er bietet ihnen Wohlstand für ihr ganzes Leben, wenn sie nacheinander nichts als „wir alle drei“, „ums Geld“, „und das war recht“ sagen. Die drei ziehen weiter und kehren bei einem Wirt ein, dem sie, wie mit dem Teufel vereinbart, auf jede Frage gleich antworten und für seine Bewirtung übermäßig bezahlen. Man hält sie für verrückt. Ein reicher Kaufmann kehrt ebenfalls bei dem Wirt ein und lässt ihn sein Geld verwahren, da er den drei Handwerksburschen nicht traut. Nachts ermordet ihn der Wirt aus Habgier und beschuldigt die Burschen. Sie scheinen durch ihre stets gleichen Sprüche zu gestehen, werden zum Tode verurteilt und sollen gerichtet werden. Der Teufel heißt sie aushalten und kommt im letzten Moment, als die drei schon auf dem Schafott stehen, als feiner Herr vorgefahren. Sie dürfen sprechen und beweisen die Wahrheit mit dem Leichenkeller des Wirts. Da wird dieser verurteilt und enthauptet. Der Teufel hat die Seele, die er haben wollte, und die drei Handwerksburschen bekommen ihren versprochenen Lohn.

## Herkunft
Der Text steht in Grimms Kinder- und Hausmärchen ab dem zweiten Teil der 1. Auflage von 1815. Ihre Anmerkung notiert als Quelle eine „Erzählung aus Zwehrn“ (von Dorothea Viehmann) und eine „aus der Leinegegend“ (wohl Georg Goldmann). In letzterer vergräbt der Wirt das Opfer, aber ein Freund sieht sein Pferd stehen und erkennt seine Kleidung, als der Hund ihn ausscharrt. Sie nennen weitere Literaturstellen: Meier Nr. 64, Müllenhoff Nr. 22: Die drei gelernten Königssöhne (stammt aus Heide), Pröhle Nr. 42: Der Jäger und die drei Brüder, französisch in Bonaventure des Périers’ Les nouvelles Récréations et joyeux devis (dt. Titel: Von drei Brüdern, welche fast wegen ihres Lateins gehängt worden wären, Von drei Brüdern, die wegen ihres Lateins fast gehängt worden wären bzw. Von drei Brüdern, die ihres Lateins wegen fast gehängt worden wären und Von drei Brüdern, die glaubten, wegen ihres Lateins aufgehängt zu werden), ungarisch Stier „S. 25“.
Ernst Heinrich Meiers Die drei Handwerksburschen in Deutsche Volksmärchen aus Schwaben (1852), Nr. 64 ist kürzer, aber sehr ähnlich erzählt, auch wenn er es in Lustnau verortet.
Laut Hans-Jörg Uther steht die älteste Version in John Bromyards Summa predicantium, die von drei Walisern handelt, die sich englische Worte merken wollten und den Tod finden. Im 16. Jahrhundert waren es oft faule Studenten, die einen lateinischen Satz auswendig lernten (Philippe de Vigneulles’ Cent nouvelles Nouvelles), im späten 18. Jahrhundert tritt die Jenseitsfigur auf (Die stummen Bekenntnisse in Georg Gustav Fülleborns Volksmärchen der Deutschen), bei Grimm zeittypisch als Teufelspakt (vergleiche KHM 100, 101).
Eine Version aus der Tatra erzählt von drei deutschen Brüdern, die in Polen Arbeit finden wollen und dafür ein wenig Polnisch lernen. Sie stammt aus dem Werk Material zur Volkskunde des Tatravorgebirges von Andrzej Stopka und erhielt im Deutschen den Titel Wir drei Brüder.